# Jean Népomucène Neumann
Pour les articles homonymes, voir Neumann.
Saint John Népomucène Neumann, né le 28 mars 1811 à Prachatice (Royaume de Bohême qui faisait partie de l'empire d'Autriche) et décédé le 5 janvier 1860 à Philadelphie (États-Unis), est un prêtre rédemptoriste, missionnaire aux États-Unis et quatrième évêque de Philadelphie de 1852 à 1860. Canonisé en 1977, il est le premier évêque américain à être porté sur les autels. Liturgiquement, il est commémoré le 5 janvier.

## Biographie
Né à Prachatitz, en Bohême, il étudia à l'école de Budweis avant d'entrer au séminaire en 1831. Deux ans après, il fut envoyé à l'Université de Prague pour étudier la théologie. Il voulait devenir prêtre, mais ceux-ci étaient déjà très nombreux en Bohême ; l'évêque refusa l'ordination presbytérale. Ce que firent d'autres évêques d'Europe, également sollicités. Neumann écrivit alors aux évêques des États-Unis, car il avait appris l'anglais auprès d'ouvriers américains dans une usine. Ils acceptèrent sa demande et, en 1836, il partit pour New York avec peu d'argent. 
Il est consacré évêque de Philadelphie le 28 mars 1852 par Francis Patrick Kenrick avec comme co-consécrateur Bernard O'Reilly (en), il organisa le premier système d'écoles catholiques, augmentant le nombre d'étudiants dans le diocèse de 500 à 9 000. Il fut élu Provincial des Rédemptoristes.
Il mourut inopinément le 5 janvier 1860, terrassé par une crise cardiaque dans une rue de Philadelphie.

## Vénération et souvenir
- Béatifié en octobre 1963 par le pape Paul VI, John Neumann fut canonisé par le même pape en juin 1977. Il est liturgiquement commémoré le 5 janvier.
- Un sanctuaire à la mémoire de l'évêque John Neumann fut créé dans l’église Saint-Pierre-Apôtre de Philadelphie, et son corps y repose ; le sanctuaire est reconnu sanctuaire national par la Conférence des évêques catholiques des États-Unis[1]. Plusieurs églises furent placées sous sa protection, dont celle de Sunbury (Ohio).
- Une statue monumentale en marbre et bronze, œuvre d'Ipoustéguy, est installée dans l'église de Dun-sur-Meuse, après avoir été refusée par les Américains.

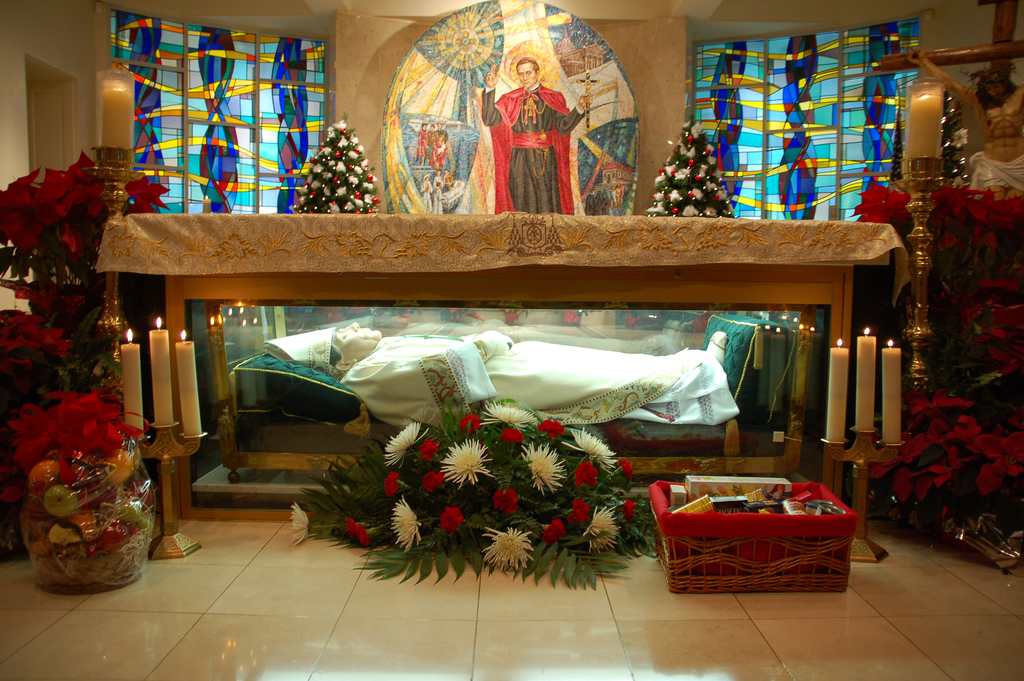
Le corps de saint Jean Neumann repose dans une chapelle de l’église Saint-Pierre-Apôtre de Philadelphie.
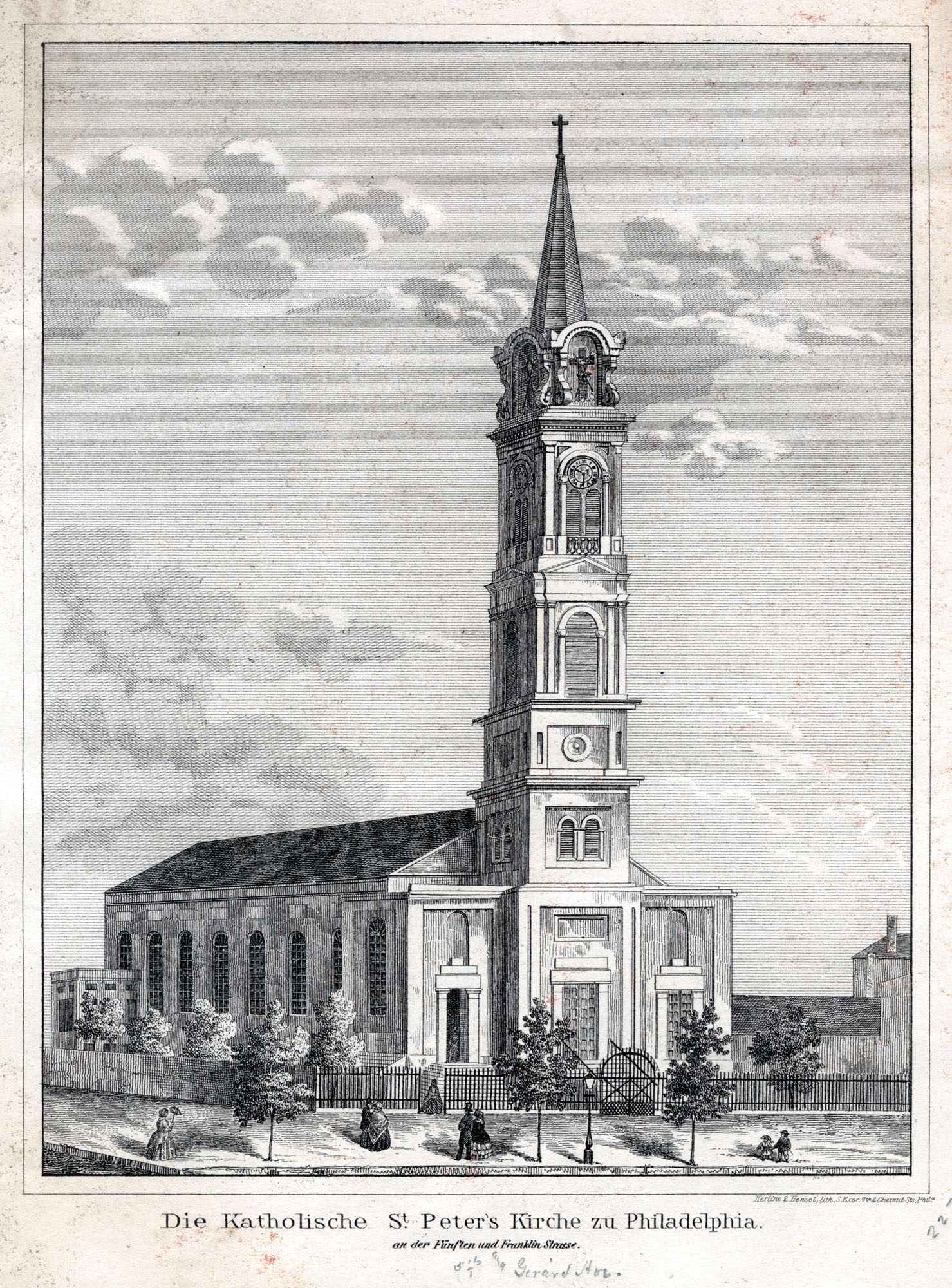
L’église Saint-Pierre-Apôtre de Philadelphie (construite de 1842 à 1847).
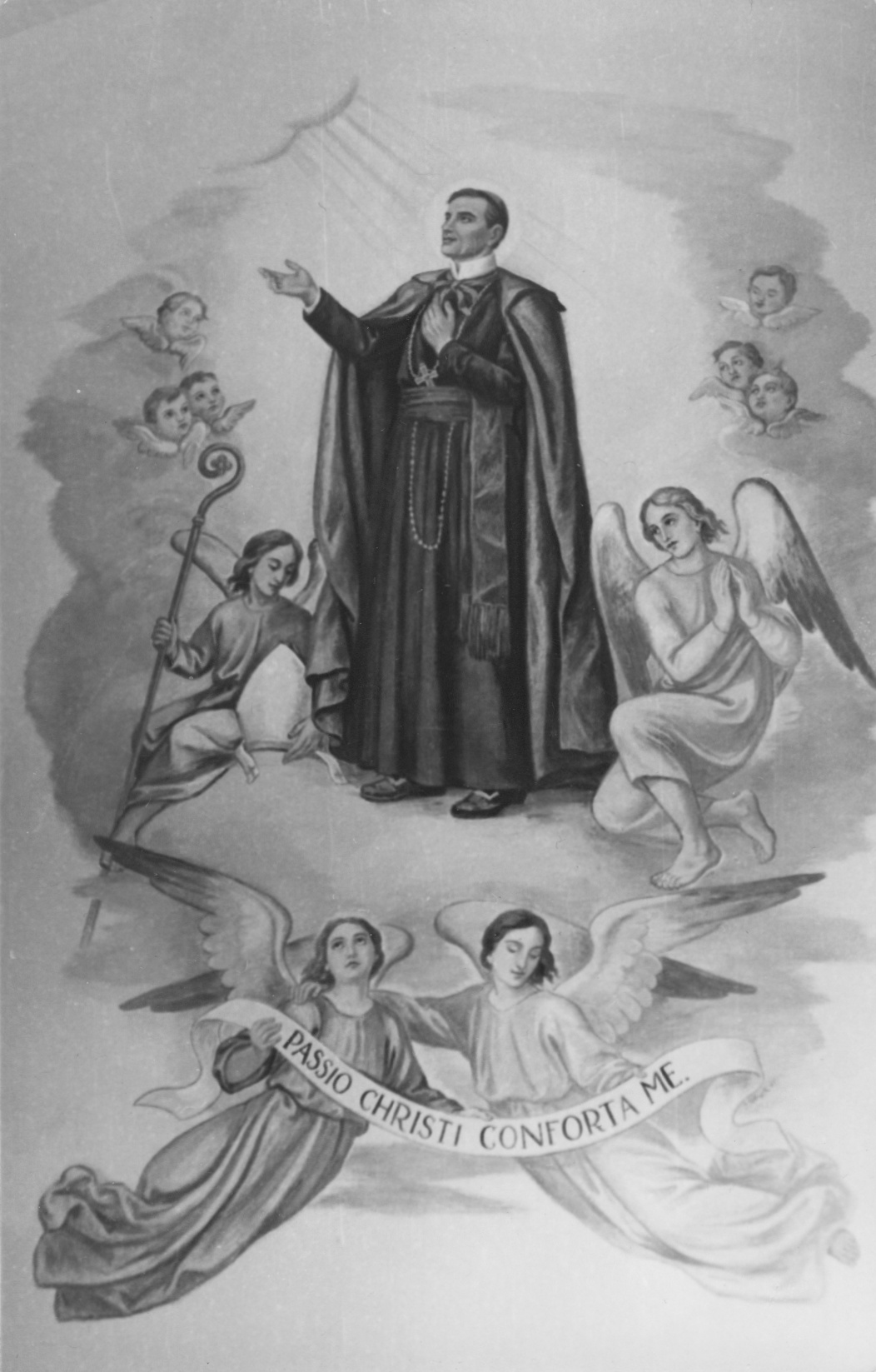
Image représentant saint John Neumann.